# Campeonato Catarinense Série B 2021
In 2021 werd het 35ste Campeonato Catarinense Série B gespeeld voor voetbalclubs uit Braziliaanse staat Santa Catarina. De competitie werd georganiseerd door de FCF en werd gespeeld van 29 juni tot 19 september. Barra werd kampioen.
Nação verhuisde in juni 2021 van Joinville naar Canoinhas.

## Eerste fase
| Plaats | Club                 | Wed. | W  | G | V  | Saldo | Ptn. |
| ------ | -------------------- | ---- | -- | - | -- | ----- | ---- |
| 1.     | Camboriú             | 18   | 15 | 1 | 2  | 43:8  | 46   |
| 2.     | Barra                | 18   | 12 | 6 | 0  | 28:7  | 42   |
| 3.     | Nação                | 18   | 9  | 4 | 5  | 25:15 | 31   |
| 4.     | Carlos Renaux        | 18   | 7  | 3 | 8  | 31:26 | 24   |
| 5.     | Guarani de Palhoça   | 18   | 6  | 6 | 6  | 15:18 | 24   |
| 6.     | Atlético Tubarão     | 18   | 5  | 4 | 9  | 16:27 | 19   |
| 7.     | Inter de Lages       | 18   | 4  | 5 | 9  | 17:26 | 17   |
| 8.     | Atlético Catarinense | 18   | 4  | 5 | 9  | 20:34 | 17   |
| 9.     | Caçador              | 18   | 3  | 8 | 7  | 16:21 | 17   |
| 10.    | Fluminense           | 18   | 2  | 4 | 12 | 8:37  | 10   |

|  | Finale + promotie naar Série A |
|  | Degradatie                     |

## Finale
Heen
|                    |                    |       |                 |                                                                |
| 15 september 15:00 | Barra              | 1 – 1 | Camboriú        | Dr. Hercílio Luz, Itajaí Scheidsrechter: Cinésio Mendes Júnior |
| 15 september 15:00 | Mateus Santana 86' |       | 2' Marcus Índio | Dr. Hercílio Luz, Itajaí Scheidsrechter: Cinésio Mendes Júnior |

| Barra | Camboriú |

Terug
|                    |                  |       |                                      |                                                                |
| 19 september 15:00 | Camboriú         | 1 – 2 | Barra                                | Robertão, Camboriú Scheidsrechter: Luiz Augusto Silveira Tisne |
| 19 september 15:00 | Marcus Índio 75' |       | 16' Felipe Baiano 30' Mateus Santana | Robertão, Camboriú Scheidsrechter: Luiz Augusto Silveira Tisne |

| Camboriú | Barra |

### Kampioen
| Campeonato Catarinense de 2021 - Série B |
| Santa Catarina                           |
| ---------------------------------------- |
| BARRA Kampioen (1° titel)                |